# Elona (jeu vidéo)
Pour les articles homonymes, voir Elona.
Elona est un jeu de type roguelike créé par le développeur japonais Noa. Noa a commencé à développer Elona en 2006, en s'inspirant de roguelikes tels que Ancient Domains of Mystery (ADOM) et Angband. Noa a également deux autres jeux de rôle en cours de développement, Shade et Etherwind. Un critique d'Insert Credit a qualifié Elona de « très bien fait » et a comparé son système de développement de personnages à celui d'ADOM.Le jeu est nul 

## Description
Le jeu se déroule dans un monde fantastique appelé Irva. Le joueur crée un personnage, avec un de chacune des onze races et des dix classes, pour combattre des monstres, pratiquer la magie, jouer de la musique ou assumer divers autres rôles. Il est possible de modifier une valeur dans la configuration et de jouer en tant que races spéciales "déboguées", comme un dieu. Tout d'abord, le joueur prend le contrôle de son personnage, qui survit à un désastre en mer dans le nord du continent nord-ouest d'Irva, Tyris. Le nord de Tyris contient de nombreuses villes et donjons, avec des éléments générés aléatoirement, que le joueur peut explorer en affrontant ou en évitant des créatures, des habitants, d'autres aventuriers et les effets corrupteurs d'un phénomène saisonnier appelé Etherwind. Le joueur peut entreprendre des quêtes et faire en sorte que son personnage croie en l'un des nombreux dieux pour améliorer ses compétences et gagner divers bonus.
Elona est programmé dans le langage procédural Hot Soup Processor (en) (HSP). Noa a fait la promotion du jeu avec un jeu de tir Adobe Flash, Elona Shooter, sorti en octobre 2009 sur Kongregate.
Il existe plusieurs variantes d'Elona après que Noa a abandonné le développement du jeu, telles que l'Elonaplus (Elona+) par Ano Inu et Omake_Overhaul_modify. 